# Tatiana Perebiynis
Tatiana Perebiynis (née le 15 décembre 1982 à Kharkiv) est une joueuse de tennis ukrainienne, professionnelle depuis le milieu des années 1990.
Son tournoi favori est celui de Wimbledon, tournoi qu'elle a remporté en double lorsqu'elle était junior et dont elle a atteint la finale du double mixte en 2000.
Elle est mariée à Dimitri “Dima” Zadorozhniy, qui a également été son entraîneur. Ils se sont unis le 15 octobre 2000 à Kharkiv.

## Palmarès

### Titre en simple dames
Aucun

### Finale en simple dames
| No | Date       | Nom et lieu du tournoi              | Catégorie | Dotation  | Surface    | Vainqueure   | Score    |          |
| -- | ---------- | ----------------------------------- | --------- | --------- | ---------- | ------------ | -------- | -------- |
| 1  | 02/08/2004 | Nordea Nordic Light Open, Stockholm | Tier IV   | 140 000 $ | Dur (ext.) | Alicia Molik | 6-1, 6-1 | Parcours |

### Titres en double dames
| No | Date       | Nom et lieu du tournoi                  | Catégorie | Dotation  | Surface      | Partenaire       | Finalistes                      | Score             |          |
| -- | ---------- | --------------------------------------- | --------- | --------- | ------------ | ---------------- | ------------------------------- | ----------------- | -------- |
| 1  | 10/06/2002 | Tashkent Open Tachkent                  | Tier IV   | 140 000 $ | Dur (ext.)   | Tatiana Poutchek | Mia Buric Galina Fokina         | 7-5, 6-2          | Parcours |
| 2  | 28/07/2003 | Idea Prokom Open Sopot                  | Tier III  | 300 000 $ | Terre (ext.) | Silvija Talaja   | Maret Ani Libuše Průšová        | 6-4, 6-2          | Parcours |
| 3  | 21/02/2005 | Abierto Mexicano HSBC Acapulco          | Tier III  | 180 000 $ | Terre (ext.) | Alina Jidkova    | Rosa María Andrés C. Granados   | 7-5, 6-3          | Parcours |
| 4  | 25/04/2005 | J&S Cup Varsovie                        | Tier II   | 585 000 $ | Terre (ext.) | Barbora Strýcová | Klaudia Jans Alicja Rosolska    | 6-1, 6-4          | Parcours |
| 5  | 30/04/2007 | J&S Cup Varsovie                        | Tier II   | 600 000 $ | Terre (ext.) | Vera Dushevina   | Elena Likhovtseva Elena Vesnina | 7-5, 3-6, [10-2]  | Parcours |
| 6  | 19/05/2008 | Internationaux de Strasbourg Strasbourg | Tier III  | 175 000 $ | Terre (ext.) | Yan Zi           | Chan Yung-Jan Chuang Chia-Jung  | 6-4, 6-73, [10-6] | Parcours |

### Finales en double dames
| No | Date       | Nom et lieu du tournoi         | Catégorie | Dotation  | Surface      | Vainqueures                          | Partenaire       | Score     |          |
| -- | ---------- | ------------------------------ | --------- | --------- | ------------ | ------------------------------------ | ---------------- | --------- | -------- |
| 1  | 11/06/2001 | Tashkent Open Tachkent         | Tier IV   | 140 000 $ | Dur (ext.)   | Petra Mandula Patricia Wartusch      | Tatiana Poutchek | 6-1, 6-4  | Parcours |
| 2  | 17/02/2003 | Copa Colsanitas Bogota         | Tier III  | 170 000 $ | Terre (ext.) | Katarina Srebotnik Åsa Svensson      | Tina Križan      | 6-2, 6-1  | Parcours |
| 3  | 14/04/2003 | Tippmix Grand Prix Budapest    | Tier V    | 110 000 $ | Terre (ext.) | Petra Mandula Elena Tatarkova        | C. Granados      | 6-3, 6-1  | Parcours |
| 4  | 04/08/2003 | Nordea Nordic Light Open Espoo | Tier IV   | 140 000 $ | Terre (ext.) | Evgenia Kulikovskaya Elena Tatarkova | Silvija Talaja   | 6-2, 6-4  | Parcours |
| 5  | 07/01/2008 | Medibank International Sydney  | Tier II   | 600 000 $ | Dur (ext.)   | Yan Zi Zheng Jie                     | Tatiana Poutchek | 6-4, 7-65 | Parcours |

### Finale en double mixte
| No | Date       | Nom et lieu du tournoi      | Catégorie | Dotation    | Surface      | Vainqueures                 | Partenaire  | Score    |          |
| -- | ---------- | --------------------------- | --------- | ----------- | ------------ | --------------------------- | ----------- | -------- | -------- |
| 1  | 20/06/2005 | The Championships Wimbledon | G. Chelem | 7 285 286 $ | Gazon (ext.) | Mary Pierce Mahesh Bhupathi | Paul Hanley | 6-4, 6-2 | Parcours |

## Parcours en Grand Chelem

### En simple dames
| Année | Open d'Australie | Open d'Australie    | Internationaux de France | Internationaux de France | Wimbledon       | Wimbledon       | US Open         | US Open           |
| ----- | ---------------- | ------------------- | ------------------------ | ------------------------ | --------------- | --------------- | --------------- | ----------------- |
| 2001  | -                | -                   | -                        | -                        | -               | -               | 1er tour (1/64) | Elena Likhovtseva |
| 2002  | -                | -                   | -                        | -                        | 1er tour (1/64) | Patty Schnyder  | -               | -                 |
| 2003  | -                | -                   | 1er tour (1/64)          | Conchita Martínez        | 2e tour (1/32)  | Laura Granville | 2e tour (1/32)  | Elena Dementieva  |
| 2004  | 1er tour (1/64)  | Claudine Schaul     | 3e tour (1/16)           | Paola Suárez             | 3e tour (1/16)  | Nadia Petrova   | 1er tour (1/64) | Angela Haynes     |
| 2005  | 2e tour (1/32)   | Francesca Schiavone | 1er tour (1/64)          | Emmanuelle Gagliardi     | 1er tour (1/64) | Sofia Arvidsson | -               | -                 |
| 2007  | -                | -                   | -                        | -                        | 2e tour (1/32)  | Virginia Ruano  | 1er tour (1/64) | Camille Pin       |
| 2008  | 2e tour (1/32)   | Ai Sugiyama         | 1er tour (1/64)          | Flavia Pennetta          | 2e tour (1/32)  | Marion Bartoli  | 3e tour (1/16)  | Sybille Bammer    |
| 2009  | -                | -                   | -                        | -                        | 1er tour (1/64) | Olga Govortsova | -               | -                 |

À droite du résultat, l’ultime adversaire.

### En double dames
| Année | Open d'Australie              | Open d'Australie           | Internationaux de France      | Internationaux de France   | Wimbledon                     | Wimbledon                   | US Open                       | US Open                    |
| ----- | ----------------------------- | -------------------------- | ----------------------------- | -------------------------- | ----------------------------- | --------------------------- | ----------------------------- | -------------------------- |
| 2001  | -                             | -                          | -                             | -                          | 1er tour (1/32) E. Martincová | Nicole Arendt Caroline Vis  | 2e tour (1/16) T. Poutchek    | Navrátilová A. Sánchez     |
| 2002  | 1er tour (1/32) A. Ellwood    | M. Hingis A. Kournikova    | 2e tour (1/16) Galina Fokina  | Petra Mandula P. Wartusch  | 2e tour (1/16) T. Poutchek    | Janet Lee W. Prakusya       | 1er tour (1/32) T. Poutchek   | M. Hingis A. Kournikova    |
| 2003  | 1er tour (1/32) S. Talaja     | E. Dementieva J. Husárová  | 1er tour (1/32) Kulikovskaya  | S. Jeyaseelan J. Kostanić  | 1er tour (1/32) A. Harkleroad | Jelena Dokić Nadia Petrova  | 2e tour (1/16) S. Cohen       | María Vento A. Widjaja     |
| 2004  | 1er tour (1/32) Kulikovskaya  | C. Dellacqua Nicole Sewell | 2e tour (1/16) S. Talaja      | Silvia Farina F. Schiavone | -                             | -                           | 1er tour (1/32) Maret Ani     | S. Kuznetsova Likhovtseva  |
| 2005  | 1er tour (1/32) Alina Jidkova | J. Russell M. Santangelo   | 1er tour (1/32) Alina Jidkova | Navrátilová M. Paštiková   | 2e tour (1/16) Alina Jidkova  | Émilie Loit B. Strýcová     | -                             | -                          |
| 2006  | -                             | -                          | -                             | -                          | 1/2 finale Yuliana Fedak      | V. Ruano Paola Suárez       | 1er tour (1/32) Yuliana Fedak | D. Hantuchová Ai Sugiyama  |
| 2007  | 1er tour (1/32) Yuliana Fedak | Chan Yung-Jan Chuang C.J.  | 3e tour (1/8) V. Dushevina    | Cara Black Liezel Huber    | 1er tour (1/32) V. Dushevina  | N. Vaidišová B. Z. Strýcová | 2e tour (1/16) V. Dushevina   | Anabel Medina V. Ruano     |
| 2008  | 3e tour (1/8) M. Koryttseva   | Cara Black Liezel Huber    | 1er tour (1/32) V. Dushevina  | A. Kleybanova E. Makarova  | 2e tour (1/16) A. Rosolska    | N. Dechy C. Dellacqua       | 1er tour (1/32) M. Koryttseva | L. Davenport D. Hantuchová |
| 2009  | -                             | -                          | -                             | -                          | 2e tour (1/16) V. Dushevina   | Kaia Kanepi İpek Şenoğlu    | -                             | -                          |

Sous le résultat, la partenaire ; à droite, l’ultime équipe adverse.

### En double mixte
| Année | Open d'Australie | Open d'Australie | Internationaux de France | Internationaux de France | Wimbledon                  | Wimbledon                 | US Open | US Open |
| ----- | ---------------- | ---------------- | ------------------------ | ------------------------ | -------------------------- | ------------------------- | ------- | ------- |
| 2004  | -                | -                | -                        | -                        | 1er tour (1/32) I. Labadze | B. Schett R. Schüttler    | -       | -       |
| 2005  | -                | -                | -                        | -                        | Finale Paul Hanley         | Mary Pierce M. Bhupathi   | -       | -       |
| 2006  | -                | -                | -                        | -                        | 2e tour (1/16) Paul Hanley | S. Stosur Leander Paes    | -       | -       |
| 2007  | -                | -                | -                        | -                        | 3e tour (1/8) Paul Hanley  | K. Bondarenko Jordan Kerr | -       | -       |

Sous le résultat, le partenaire ; à droite, l’ultime équipe adverse.

## Parcours aux Jeux olympiques

### En simple dames
| # | Date       | Nom de l'olympiade           | Surface    | Résultat        | Ultime adversaire | Score         |          |
| - | ---------- | ---------------------------- | ---------- | --------------- | ----------------- | ------------- | -------- |
| 1 | 15/08/2004 | Olympic Tennis Event Athènes | Dur (ext.) | 2e tour (1/16)  | Ai Sugiyama       | 7-5, 6-4      | Parcours |
| 2 | 11/08/2008 | Olympic Tennis Event Pékin   | Dur (ext.) | 1er tour (1/32) | Victoria Azarenka | 6-4, 5-7, 6-4 | Parcours |

### En double dames
| # | Date       | Nom de l'olympiade           | Surface    | Résultat        | Partenaire         | Ultimes adversaires                  | Score    |          |
| - | ---------- | ---------------------------- | ---------- | --------------- | ------------------ | ------------------------------------ | -------- | -------- |
| 1 | 15/08/2004 | Olympic Tennis Event Athènes | Dur (ext.) | 1er tour (1/16) | Yuliya Beygelzimer | Martina Navrátilová Lisa Raymond     | 6-0, 6-2 | Parcours |
| 2 | 11/08/2008 | Olympic Tennis Event Pékin   | Dur (ext.) | 1er tour (1/16) | Mariya Koryttseva  | Anabel Medina Virginia Ruano Pascual | 6-3, 6-4 | Parcours |

## Parcours en Fed Cup
| #                                                               | Date       | Lieu        | Surface      | Gagnante(s)                           | Perdante(s)                      | Score          |          |
|                                                                 |            |             |              |                                       |                                  |                |          |
| 2002 - Barrage (groupe mondial I) - Slovénie - Ukraine - 4 : 1  |            |             |              |                                       |                                  |                |          |
| 1                                                               | 20/07/2002 | Portorož    | Terre (ext.) | Maja Matevžič                         | Tatiana Perebiynis               | 6-3, 6-2       | Parcours |
| 1                                                               | 20/07/2002 | Portorož    | Terre (ext.) | Tina Pisnik                           | Tatiana Perebiynis               | 7-63, 4-6, 6-3 | Parcours |
| 1                                                               | 20/07/2002 | Portorož    | Terre (ext.) | Yuliya Beygelzimer Tatiana Perebiynis | Ajda Brumen Petra Rampre         | 6-3, 6-3       | Parcours |
|                                                                 |            |             |              |                                       |                                  |                |          |
| 2004 - Barrage (groupe mondial I) - Ukraine - Allemagne - 2 : 3 |            |             |              |                                       |                                  |                |          |
| 2                                                               | 10/07/2004 | Illitchivsk | Terre (ext.) | Barbara Rittner                       | Tatiana Perebiynis               | 5-7, 6-2, 6-4  | Parcours |
| 2                                                               | 10/07/2004 | Illitchivsk | Terre (ext.) | Tatiana Perebiynis                    | Anna-Lena Grönefeld              | 4-6, 6-4, 11-9 | Parcours |
| 2                                                               | 10/07/2004 | Illitchivsk | Terre (ext.) | Barbara Rittner Jasmin Wöhr           | Yuliana Fedak Tatiana Perebiynis | 3-6, 6-4, 6-3  | Parcours |
|                                                                 |            |             |              |                                       |                                  |                |          |
| 2008 - Barrage (groupe mondial I) - Italie - Ukraine - 3 : 2    |            |             |              |                                       |                                  |                |          |
| 3                                                               | 26/04/2008 | Olbia       | Terre (ext.) | Mariya Koryttseva Tatiana Perebiynis  | Sara Errani Karin Knapp          | 0-6, 7-64, 6-3 | Parcours |

## Classements WTA en fin de saison

### En simple
| Année | 1998 | 1999 | 2000 | 2001 | 2002 | 2003 | 2004 | 2005 | 2006 | 2007 | 2008 |
| Rang  | 500  | 267  | 188  | 148  | 114  | 80   | 90   | 214  | 158  | 96   | 89   |

Source : (en) « Classements de Tatiana Perebiynis », sur le site officiel du WTA Tour

### En double
| Année | 1998 | 1999 | 2000 | 2001 | 2002 | 2003 | 2004 | 2005 | 2006 | 2007 | 2008 |
| Rang  | 704  | 250  | 179  | 132  | 80   | 55   | 96   | 57   | 71   | 58   | 67   |

Source : (en) « Classements de Tatiana Perebiynis », sur le site officiel du WTA Tour